# Château de Tourdelain
Le château de Tourdelain est un édifice de la commune de Saint-Thual, dans le département d’Ille-et-Vilaine en région Bretagne.

## Localisation
Il se trouve au nord-ouest du département et au sud du bourg de Saint-Thual. 

## Historique
Le château date du XVIIe siècle, avec des travaux en 1740 et 1829. 
Il est inscrit au titre des monuments historiques depuis le 16 décembre 1943.